# Harmothoe fraserthomsoni
Harmothoe fraserthomsoni är en ringmaskart som beskrevs av McIntosh 1897. I den svenska databasen Dyntaxa används istället namnet Lagisca fraserthomsoni. Enligt Catalogue of Life ingår Harmothoe fraserthomsoni i släktet Harmothoe och familjen Polynoidae, men enligt Dyntaxa är tillhörigheten istället släktet Lagisca och familjen Polynoidae. Arten har ej påträffats i Sverige. Inga underarter finns listade i Catalogue of Life.